# 965
Évszázadok: 9. század – 10. század – 11. század
Évtizedek: 910-es évek – 920-as évek – 930-as évek – 940-es évek – 950-es évek – 960-as évek – 970-es évek – 980-as évek – 990-es évek – 1000-es évek – 1010-es évek
Évek: 960 – 961 – 962 – 963 –  964 – 965 – 966 – 967 – 968 – 969 – 970

## Események

### Bizánci Birodalom
- II. Niképhorosz császár folytatja Kilikia visszafoglalását. Ostromzár alá veszi Tarszoszt, majd az előző év után ismét Mopszuesztia alá vonul. Miután sikerül aláaknázni a falat, a bizánciak elfoglalják a várost, amelyet lerombolnak, lakosait pedig áttelepítik. Tarszosz ezt követően kapitulál, azzal a feltétellel, hogy muszlim lakosai bántatlanul távozhatnak Szíriába. Ezzel a császár egész Kilikiát ismét bizánci uralom alá vonja.
- A bizánci-arab közös kormányzás alatt lévő Cipruson Nikétasz Khalkutzész államcsínnyel átveszi a hatalmat és a szigetet is betagozzák a bizánci államszervezetbe.
- A szicíliai fátimida kormányzó két éves ostrom után elfoglalja Romettát, az utolsó bizánci erődöt a szigeten. A város férfilakosságát lemészárolják, a nőket és gyerekeket eladják rabszolgának. Szicília teljes egészében muszlim uralom alá kerül.

### Európa
- Márciusban meghal az Ottó német-római császár által favorizált VIII. Leó pápa. A római nemesség kéri a császárt, hogy az előző évben száműzött V. Benedek visszakaphassa trónját, de Ottó ebbe nem megye bele, így kompromisszumként októberben XIII. Jánost választják meg az egyház élére. János megpróbálja visszaszorítani a nemesség hatalmát, mire decemberben fellázadnak ellene és bebörtönzik.
- Adalbert, a német fogságban lévő II. Berengár itáliai király fia visszatér korzikai száműzetéséből és megpróbálja elfoglalni Itália fővárosát, Paviát. Ottó császár III. Burchard sváb herceget küldi ellene, aki Parma mellett legyőzi Adalbertet.
- Meghal Gero merseburgi őrgróf, aki hatalmas, szlávok lakta területeket hódított meg Szászországtól északra és keletre. Birtokait Ottó császár az Északi, Lausitzi, Meißeni, Merseburgi és Zeitzi őrgrófságokra osztja fel.
- Lothár nyugati frank király megpróbálja kihasználni, hogy I. Arnulf flandriai gróf halálát követően a négy éves II. Arnulf került Flandria élére. Lothár sorra foglalja el a flamand városokat, de Arnulf hívei visszaszorítják és csak Arras és Douai marad a király kezén.
- Meghal Ottó burgundiai herceg. Utóda öccse, I. Henrik.
- I. Mieszko polán fejedelem szövetséget köt I. Boleslav cseh fejedelemmel és feleségül veszi annak lányát, Doubravkát.
- Szvjatoszlav kijevi fejedelem megtámadja a kazárokat és elfoglalja a Don-menti Szarkel városát, amelybe szlávokat telepít és átnevezi Belaja Vjezsának.

### Kína
- A Szung-dinasztia legyőzi és annektálja a Kései Su államát, amelynek királya, Meng Csang a kapitulációt követően hamarosan meghal.

## Születések
- I. Dietrich, felső-lotaringiai herceg
- Saint-Quentin-i Dudo, francia történetíró
- II. Gottfried, alsó-lotaringiai herceg
- Ibn al-Hajszam, arab matematikus és csillagász

## Halálozások
- február 22. – Ottó, burgundiai herceg
- március 1. – VIII. Leó, római pápa
- március 28. – I. Arnulf, flandriai gróf
- május 20. – Gero, merseburgi őrgróf
- július 4. – V. Benedek, római pápa
- szeptember 23. – Al-Mutanabbi, arab költő
- október 11. – I. Brúnó, kölni érsek

## Fordítás
- Ez a szócikk részben vagy egészben  a(z)   965 című angol Wikipédia-szócikk ezen változatának fordításán alapul.  Az eredeti cikk szerkesztőit annak laptörténete sorolja fel. Ez a jelzés csupán a megfogalmazás eredetét és a szerzői jogokat jelzi, nem szolgál a cikkben szereplő információk forrásmegjelöléseként.